# 一二三 (漫画家)
一二三（ひふみ、3月25日 - ）は、日本の漫画家。年齢・性別・出身地は非公表。

## 来歴
トキワ荘プロジェクト卒業生。
2011年11月に『ガンガンONLINE』（スクウェア・エニックス）内の「フレッシュガンガン 2011 AUTUMN」に読み切り『血蝕の守護者』が掲載される。
2014年6月に『ガンガンオンライン』にて読み切り『Now playing』が掲載され、同年11月から2016年4月まで連載。
2016年9月より『コミック アース・スター』（アース・スター エンターテイメント）にて『四十七大戦』の連載を開始。同作は2018年には「WEBマンガ総選挙2018」で1位を獲得した。2021年8月からは『マガジンポケット』（講談社）に移籍して2023年まで連載。

## 人物
小学校から大学まで、約10年演劇をやっていた。漫画のためにやっていたわけではないため、演劇漫画を描くことにはじめは抵抗があったという。

### エピソード
2018年、書店で本を取り寄せる際に注文にかかる手間を短縮できるフォーマットについてTwitterで投稿。書店員や出版関係者から好評の声が届き、このフォーマットを使用して告知を行う作家や漫画家も現れた。

## 作品リスト

### 漫画作品
- 『血蝕の守護者』（『ガンガンONLINE』2011年）
- 『NOeSIS 嘘を吐いた記憶の物語 ファーストプレイコミック』（『ガンガンONLINE』2013年[11][12]）
- 『Now playing』スクウェア・エニックス〈ガンガンコミックスONLINE〉全2巻（『ガンガンONLINE』2014年 - 2016年）
- 『四十七大戦』
  - アース・スター エンターテイメント〈アース・スター コミックス〉全8巻（『コミック アース・スター』2016年 - 2021年）
  - 講談社〈KCデラックス〉全14巻（『マガジンポケット』2021年 - 2023年）